# Хондропротекторы
Хондропротекторы — группа лекарственных препаратов, применяющихся для лечения и улучшения функций повреждённых суставов при остеоартрозе (остеоартрите). Действующие вещества хондроитин и глюкозамин известны с XIX века. Позднее для тех же целей стала применяться гиалуроновая кислота путём инъекций в сустав.
Научное сообщество не рекомендует применять хондропротекторы при лечении остеоартрита из-за их неэффективности. По причине недоказанной эффективности этих препаратов хондропротекторы в западных странах относят к биологически активными добавкам (БАДам), а не лекарствам. В ЕС и США они, в отличие от средств с доказанной эффективностью, не покрываются страховкой, поскольку продаются только как БАДы.

## Описание
Основной хондропротектор — хондроитин — входит в состав синовиальной жидкости и играет важную роль в метаболизме хрящевой ткани суставов. Недостаток хондроитина чреват заболеваниями суставов.
В научных исследованиях хондропротекторы рассматриваются в качестве пищевых добавок для животных и людей.
Классификация хондропротекторов:
- первое поколение — препараты животного или растительного сырья, богатого хондроитином и глюкозамином (экстракты, концентраты и тому подобное);
- второе поколение — препараты с очищенным глюкозамином или хондроитином;
- третье поколение — препараты, сочетающие хондроитин и глюкозамин, часто содержат также жирные кислоты, витамины и другие биодобавки, иногда в их состав входят также обезболивающие препараты.

Из-за отсутствия достоверных данных о биодоступности и пользе приёма препаратов хондротина и веществ, соединением которых он является, есть сомнения в оправданности применения таких препаратов по сравнению с употреблением в пищу холодца и шпрот.

## История
Хондропротекторы были введены в медицинский оборот в XIX веке Фишером, Бёдекером и Леддерхосом.
В России препараты на основе хондроитина и глюкозамина в 2019 году были в топе продаж, а в 29-ю неделю года один из них оказался в первой пятёрке лекарств аптечного ассортимента по объёмам продаж.

## Применение
Хондропротекторы применяются при лечении заболеваний суставов, в частности, артроза и остеоартрита, хотя и не имеют строгих доказательств эффективности.

## Эффективность и безопасность
Из-за отсутствия терапевтического действия (эффект на уровне плацебо) профильные зарубежные научные медицинские организации рекомендуют отказаться от применения хондроитина, глюкозамина и внутрисуставных инъекций гиалуроновой кислоты. На Западе хондропротекторы считаются биологически активными добавками, а не лекарствами.
У хондропротекторов нет или очень мало побочных эффектов.

### Исследования
Большое и хорошо организованное исследование, проведённое в США в 2002—2006 годах, не выявило статистически значимой средней эффективности глюкозамина и сочетания глюкозамина/хондроитина по сравнению с плацебо, за исключением подгруппы пациентов с более сильной болью, для которых сочетание глюкозамина/хондроитина показало небольшое отклонение в сторону улучшения состояния.
В 2010 году в BMJ был опубликован метаанализ, показавший, что по сравнению с плацебо глюкозамин, хондроитин и их сочетание не уменьшают боль в суставах и не влияют на сужение суставной щели. Метаанализ, опубликованный в 2007 году в Annals of Internal Medicine, показал, что симптоматическая польза от применения хондроитина минимальна или отсутствует. А по данным систематического обзора и метаанализа, опубликованного в 2012 году в Annals of Internal Medicine, внутрисуставные инъекции гиалуроновой кислоты приносят небольшую, клинически несущественную пользу и обусловливают значительный риск серьёзных побочных явлений. Согласно кокрановскому обзору 2015 года, не существует доказательств эффективности гиалуроновой кислоты при остеоартрите голеностопного сустава: имеющиеся клинические испытания применения гиалуроновой кислоты при этом заболевании низкокачественные (малое число участников).
В том же году систематический обзор показал отсутствие эффекта от хондроитина при остеоартритах.